# Janalif

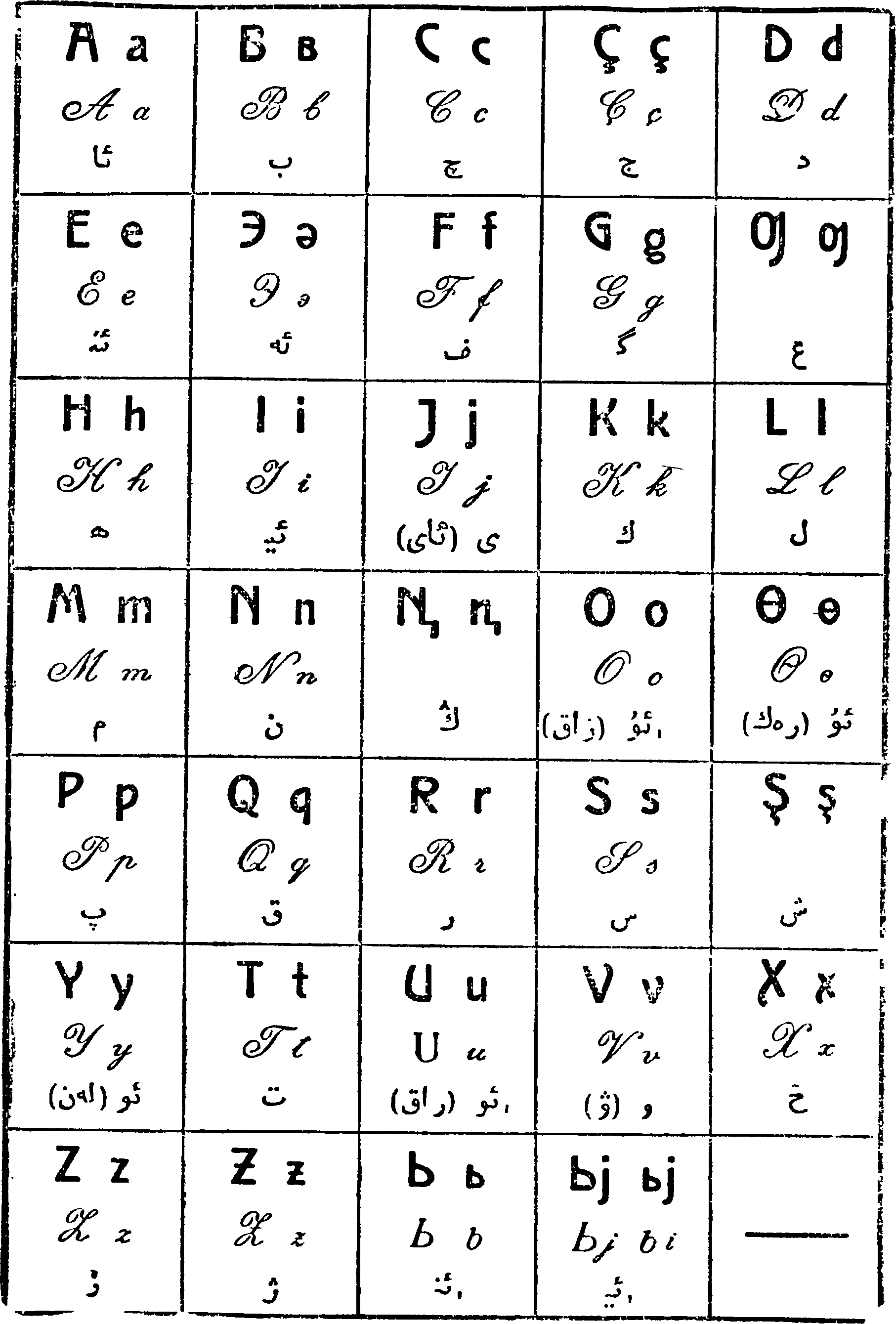
Nowy alfabet turkijski

Janalif (tatarski: jaꞑa əlifba/yaña älifba → jaꞑalif/yañalif, [jɑŋɑˈlif], cyrylica: яңалиф, dosłownie: „nowy alfabet”) – alfabet wykorzystywany do latynizacji języków mniejszościowych w ZSRR w latach 1921–1938, dopóki nie rozpoczął się proces cyrylizacji. Pierwotnie był projektowany, jako alternatywa pisma arabskiego w językach turkijskich (stąd turkijska nazwa), chociaż był również wykorzystywany do zapisu języków uralskich, tunguskich, indoirańskich, kaukaskich i innych języków mniejszości ZSRR. Później ten alfabet miał być zastosowany dla języka rosyjskiego.

## Historia
W latach 1908–1909 poeta tatarski Säğit Rämiev zaczął używać alfabetu łacińskiego do zapisu swojej twórczości. Stosował kilka dygrafów: ea [æ], eu [y], eo [ɵ] oraz ei [ɤ]. Na początku lat 20. XX wieku w Azerbejdżanie opracowano pismo dla języka tatarskiego, oparte na alfabecie łacińskim, jednak żaden projekt nie uzyskał popularności, gdyż preferowano uproszczony alfabet arabski, który był w użytku w latach 1920–1927.
W 1924 roku w Moskwie powołano Komitet nowego alfabetu, reprezentujący różne narody turkijskie. W 1926 roku Wszechzwiązkowy Kongres Turkologiczny w Baku zalecił tłumaczenie wszystkich języków turkijskich na alfabet łaciński, a w 1927 roku zatwierdzono podstawowy alfabet z 34 liter z dodatkowymi znakami wprowadzonymi w miarę potrzeb dla poszczególnych języków.

## Stosowanie

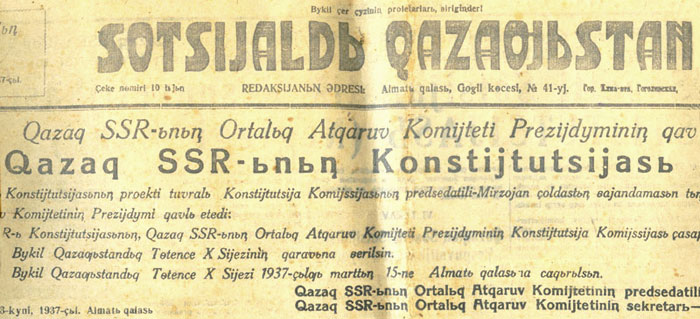
Kazachska gazeta w janalifie z 1937

Janalif był stosowany, zgodnie z sowiecką polityką językową, do zapisu następujących języków:
- Abazyński (od 1932)
- Abchaski (od 1924)
- Adygejski (od 1926)
- Awarski (od 1928)
- Azerski (od 1922)
- Ałtajski (od 1929)
- Baszkirski (od 1927)
- Beludżi (od 1933)
- Bucharski (od 1929)
- Buriacki (od 1929)
- Cachurski (od 1934)
- Chakaski (od 1929)
- Chantyjski (od 1931)
- Chiński (od 1931)
- Czeczeński (od 1925)
- Czukocki (od 1931)
- Darginski (od 1928)
- Dungański (od 1928)
- Eskimoski (od 1931)
- Ewenkijski (od 1931)
- Eweński (od 1931)
- Ingryjski (od 1932)
- Inguski (od 1923)
- Itelmeński (od 1931)
- Kabardyno-cyrkuński (od 1923)
- Karaczajsko-bałkarski (od 1924)
- Karaimski (od 1928)
- Karakałpacki (od 1928)
- Karelski (od 1931)
- Kazachski (od 1928)
- Kałmucki (od 1930)
- Ketyjski (od 1931)
- Kirgiski (od 1928)
- Komi-permiacki (od 1932)
- Komi (od 1932)
- Koriacki (od 1931)
- Krymczacki (od 1928)
- Krymskotatarski (od 1927)
- Kumandin (od 1932)
- Kumycki (od 1927)
- Kurdyjski (od 1929)
- Lakijski (od 1928)
- Języki lapońskie (od 1931)
- Lazyjski (od 1930)
- Lezgiński (od 1928)
- Mansyjski (od 1931)
- Mołdawski (od 1932)
- Nanajski (od 1931)
- Nieniecki (od 1931)
- Niwchijski (od 1931)
- Nogajski (od 1928)
- Osetyjski (od 1923)
- Perski (od 1930)
- Selkupski (od 1931)
- Asyryjski (od 1930)
- Szorski (od 1931)
- Szugnański (od 1932)
- Tabasarański (od 1932)
- Tacki (od 1933)
- Tadżycki (od 1928)
- Tatarski (od 1928)
- Tałyski (od 1929)
- Turkmeński (od 1927)
- Udehejski (od 1931)
- Udyjski (od 1934)
- Ujgurski (od 1928)
- Uzbecki (od 1927)
- Wepski (od 1932)
- Tacki (od 1929)

W trakcie przechodzenia na cyrylicę, co nastąpiło po 1938, z janalifu zostały zapożyczone oznaczenia głosek, będących odpowiednikami niemieckich Ä, Ö i Ü, czyli Ә, Ө i Ү.

## Współczesne alfabety łacińskie
Obecnie cyrylica jest jedynym dozwolonym pismem dla języków mniejszości etnicznych w Rosji. Różne alfabety łacińskie są natomiast wykorzystywane w innych państwach byłego ZSRR do zapisu języka azerbejdżańskiego, turkmeńskiego, uzbeckiego i karakałpackiego. W tym momencie alfabet łaciński wprowadza się do zapisu języka kazachskiego.